# Municipio de Liberty (condado de Wood)
El municipio de Liberty (en inglés: Liberty Township) es un municipio ubicado en el condado de Wood en el estado estadounidense de Ohio. En el año 2010 tenía una población de 1766 habitantes y una densidad poblacional de 18,56 personas por km².

## Geografía
El municipio de Liberty se encuentra ubicado en las coordenadas 41°18′11″N 83°41′52″O / 41.30306, -83.69778. Según la Oficina del Censo de los Estados Unidos, el municipio tiene una superficie total de 95.16 km², de la cual 95,04 km² corresponden a tierra firme y (0,12 %) 0,12 km² es agua.

## Demografía
Según el censo de 2010, había 1766 personas residiendo en el municipio de Liberty. La densidad de población era de 18,56 hab./km². De los 1766 habitantes, el municipio de Liberty estaba compuesto por el 94,56 % blancos, el 0,23 % eran afroamericanos, el 0,17 % eran amerindios, el 0,28 % eran asiáticos, el 2,21 % eran de otras razas y el 2,55 % eran de una mezcla de razas. Del total de la población el 5,95 % eran hispanos o latinos de cualquier raza.